# Вепсская письменность
Ве́псская пи́сьменность (вепс. Vepsän kirjamišt) — письменность, использующаяся для записи вепсского языка. За время своего существования несколько раз меняла свою графическую основу и неоднократно реформировалась. В настоящее время вепсская письменность функционирует на латинице; в её истории выделяется 4 этапа:
- до 1917 года — ранние опыты создания письменности на основе кириллицы;
- 1931—1937 — письменность на основе латиницы;
- 1937—1989 — бесписьменный период;
- с 1989 — возрождение письменности на основе латиницы (отдельные издания на кириллице).

## Предыстория
До начала XX века вепсский язык не имел своей письменности, однако с XVII века надписи на нём неоднократно появлялись в различных документах. Так, в рукописном «Олонецком сборнике», написанном во второй четверти XVII века, имеется несколько текстов заговоров, написанных на прибалтийско-финском языке, который многие исследователи определяют как вепсский. Эти тексты записаны с использованием русского алфавита того времени. С начала XIX века вепсский языковой материал неоднократно фиксировался учёными, преимущественно финскими, — А. М. Шёгреном, Э. Лённротом, Л. Кеттуненом, Э. Н. Сетяля и другими. В 1899 году исследователь вепсского языка Н. Подвысоцкий отмечал, что «никакой кайванской [вепсской] азбуки до сих пор не существует, и все попытки создать русско-кайванский словарь… или азбуку безуспешны».
Зарождение вепсской письменности началось в 1910-е годы. Так, в 1911 году крестьянином Г. Елькиным из села Ярославичи была написана пьеса на вепсском языке, а в 1913 году в Санкт-Петербурге вышел первый вепсско-русский словарь, изданный жителем села Рыбрека Павлом Успенским. Это издание (Русско-чудскій словарь съ нѣкоторыми грамматическими указаніями Архивная копия от 14 января 2012 на Wayback Machine) использовало кириллицу, состоящую из русских букв того времени и некоторых добавочных (ѓ для обозначения «звука, среднего между „г“ и „х“»; ³с для обозначения «звука, среднего между „з“ и „с“» и ў — «у краткое»). Дальнейшего распространения письменность Успенского не получила.

## Советская латиница
В 1920-е — 1930-е годы в СССР шёл процесс латинизации письменностей и создания алфавитов для ранее бесписьменных языков. 7 января 1931 года состоялось совещание о создании письменности для бесписьменных языков Ленинградской области, в том числе и вепсского. Весной того же года была организована лингвистическая экспедиция для сбора языкового материала, что позволило разработать вепсский латинизированный алфавит. В ноябре 1932 года на нём вышла первая книга — букварь «Ezmäne vepsiden azbuk i lugendknig» («Первая вепсская азбука и книга для чтения»).
Вепсский алфавит тогда имел следующий вид:
| A a | Ä ä | B b | C c | Ç ç | D d | E e | F f | G g | H h |
| I i | J j | K k | L l | M m | N n | O o | Ö ö | P p | R r |
| S s | Ş ş | T t | U u | V v | Y y | Z z | Ƶ ƶ | ı   | ’   |

В основу вепсского литературного языка был положен средневепсский диалект с учётом особенностей южного диалекта. На новом алфавите сразу же началось книгоиздание, он активно внедрялся в школах. Всего в 1932—1937 годах на вепсском латинизированном алфавите было выпущено более 30 книг — в основном, учебников для начальной школы. В 1935/36 учебном году в Ленинградской области вепсский язык изучался в 53 начальных и 7 неполных средних школах. В Карельской АССР вепсский язык не изучался — по решению местных властей, вепсские школьники обучались на русском или финском языках; лишь весной 1937 года было принято решение о преподавании вепсского языка в Карелии.
В то время в СССР начинался процесс кириллизации письменностей. В первой половине 1937 года был переведён на кириллицу и вепсский алфавит, однако уже в январе 1938 года, в связи с изменением национальной политики в стране, все вепсские школы были переведены на русский язык обучения, а книгоиздание на вепсском прекратилось. Таким образом, вепсская кириллица официально просуществовала всего полгода, поэтому единственными печатными текстами на ней оказались статьи в ряде номеров газеты «Красное Шёлтозеро», вышедших в июле—сентябре 1937 года. Вепсский алфавит, использовавшийся в этих изданиях, полностью совпадал с русским.

## Возрождение письменности
С 1938 года вепсская письменность была убрана из всех официальных сфер применения. В научных трудах по вепсскому языку использовался уральский фонетический алфавит.
Ситуация начала меняться только в 1980-х годах. В феврале 1981 года власти Карельской АССР постановили активнее преподавать в школах республики финский язык, в связи с чем в ноябре того же года заведующий Шёлтозерским музеем А. П. Максимов поднял на страницах газеты «Коммунист Прионежья» вопрос о возобновлении преподавания в школах вепсского языка. Тогда эта инициатива не получила поддержки властей.
Вновь вопрос о возрождении вепсской письменности был поднят в 1986 году в Перестройку. С апреля 1987 он начал изучаться в Шёлтозерской школе. В августе того же года инициативная группа решила принять вепсский алфавит на основе кириллицы и начать работу по созданию букваря. В мае 1988 года вепсский кириллический алфавит был одобрен министерством просвещения РСФСР, однако в то же время встал вопрос о возможности создания вепсской письменности не на кириллице, а на латинице. 20 апреля 1989 года Совет Министров Карельской АССР утвердил вепсский алфавит сразу на двух графических основах — кириллице и латинице.
Первой книгой на возрождённой вепсской письменности стала изданная в Хельсинки в 1991 году «Жизнь Иисуса» («Iisusan elo»). В том же году вышел первый вепсский букварь на латинице (авторы — Н. Зайцева и М. Муллонен), а в следующем году — букварь на кириллице (авторы — Р. Ф. Максимова и Э. В. Коттина). В кириллическом букваре использовался следующий алфавит: А а, Ӓ ӓ, Б б, В в, Г г, Д д, Е е, Ё ё, Ж ж, З з, И и, Й й, К к, Л л, М м, Н н, О о, Ӧ ӧ, П п, Р р, С с, Т т, У у, Ў ў, Ӱ ӱ, Ф ф, Х х, Ц ц, Ч ч, Ш ш, Щ щ, ъ, Ы ы, ь, Э э, Ю ю, Я я.
Этот букварь в то время стал единственным вепсским кириллическим изданием; все остальные книги, школьная программа, газета «Kodima» и журналы «Kipinä» и «Carelia» использовали (и используют по настоящее время) латиницу. Практика использования только латинизированного алфавита был законодательно утверждена в 2007 году, когда правительство Республики Карелия выпустило постановление «Об утверждении алфавитов карельского и вепсского языков». Этим постановлением подтверждался вепсский латинизированный алфавит 1989 года:
| A a | B b | C c | Č č | D d | E e | F f | G g | H h | I i |
| J j | K k | L l | M m | N n | O o | P p | R r | S s | Š š |
| Z z | Ž ž | T t | U u | V v | Ü ü | Ä ä | Ö ö | ’   |     |

Существует также неофициальная вепсская кириллица, использующаяся на двух интернет-сайтах — «Вепсская Викия» и «ВВИКП». В 2013 году был издан в Санкт-Петербурге на кириллице сборник стихов вепсского поэта Н. В. Абрамова «Оять-ёген рандал…».

## Таблица соответствия алфавитов
| Современная латиница | Латиница 1931—1937 | Кириллица |
| -------------------- | ------------------ | --------- |
| A a                  | A a                | А а       |
| B b                  | B b                | Б б       |
| C c                  | Ç ç                | Ц ц       |
| Č č                  | C c                | Ч ч       |
| D d                  | D d                | Д д       |
| E e                  | E e                | Е е, Э э  |
| F f                  | F f                | Ф ф       |
| G g                  | G g                | Г г       |
| H h                  | H h                | Х х       |
| I i                  | I i                | И и       |
| J j                  | J j                | Й й       |
| K k                  | K k                | К к       |
| L l                  | L l                | Л л       |
| M m                  | M m                | М м       |
| N n                  | N n                | Н н       |
| O o                  | O o                | О о       |
| P p                  | P p                | П п       |
| R r                  | R r                | Р р       |
| S s                  | S s                | С с       |
| Š š                  | Ş ş                | Ш ш       |
| Z z                  | Z z                | З з       |
| Ž ž                  | Ƶ ƶ                | Ж ж       |
| T t                  | T t                | Т т       |
| U u                  | U u                | У у, Ў ў  |
| V v                  | V v                | В в       |
| Ü ü                  | Y y                | Ӱ ӱ       |
| Ä ä                  | Ä ä                | Ӓ ӓ       |
| Ö ö                  | Ö ö                | Ӧ ӧ       |
| ’                    | ’                  | ь         |
|                      | ı                  | Ы ы       |